# Bildschirmlesegerät

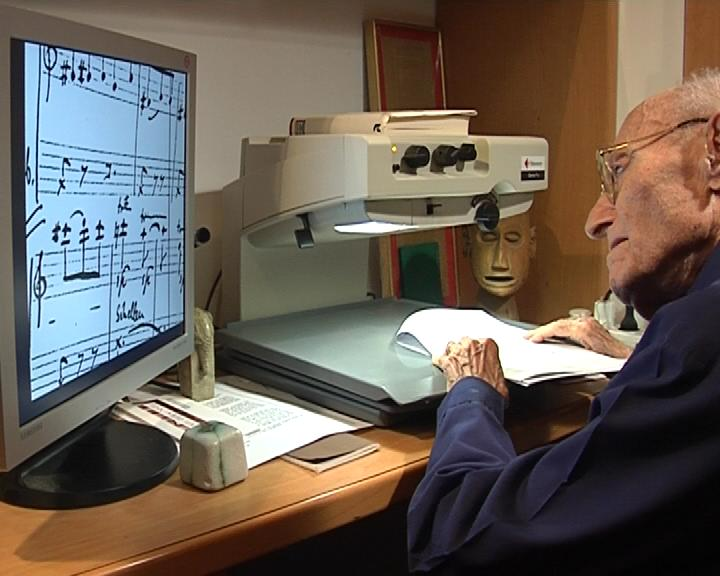
Der Musiker Josef Tal beim Korrekturlesen eines Manuskripts an einem Bildschirmlesegerät

Ein Bildschirmlesegerät, Kamera-Lesesystem oder veraltet Fernsehlesegerät, ist eine elektronische Sehhilfe. Es nimmt Schriftstücke oder andere „kleine“ Dinge mit einer Kamera auf und gibt diese stark vergrößert auf einem Monitor wieder.
Genutzt werden Bildschirmlesegeräte von sehbehinderten Personen, für die das Lesen umfangreicher Texte mit optischen Sehhilfen zu mühsam ist. Das ist spätestens dann der Fall, wenn mehr als eine 8-fache optische Vergrößerung benötigt wird, um Schriftzeichen zu erkennen. Sinnvoll können Kamera-Lesesysteme aber auch bei erhöhtem Kontrastbedarf sein.
Das zu lesende Objekt (z. B. ein Schriftstück) wird unter eine Kamera auf einen beweglichen Kreuztisch gelegt, der per Hand horizontal oder vertikal bewegt werden kann. Der aufgenommene Textausschnitt wird in Echtzeit auf den Bildschirm übertragen. Je nach Art der Sehbehinderung können Vergrößerung, Kontrast und Helligkeit variiert werden. Außerdem kann bei den meisten Geräten die Text- und Hintergrundfarbe gewählt werden. Dadurch kann zum Beispiel eine Farbenblindheit teilweise kompensiert werden.
Mit Bildschirmlesegeräten lassen sich Bücher, Briefe und andere Schriftstücke lesen. Aber auch Zeitungen, Beipackzettel, Landkarten und Bankauszüge lassen sich vergrößern. Bei genügendem Abstand zur Arbeitsfläche kann unter der Kamera geschrieben oder handwerklich gearbeitet werden. Bildschirmlesegeräte gibt es in unterschiedlichen Ausführungen und für spezielle Einsatzzwecke.

## Gerätetypen für verschiedene Nutzungssituationen
Basisversion: Bildschirmlesegeräte bestehen in der Regel aus den Elementen Kamera, Monitor und Kreuztisch. Letzterer unterstützt die Führung des Lesegutes unter der Kamera. Zumeist sind Kamera und Kreuztisch miteinander verbunden, der Monitor ist frei stellbar. Die Bedienung dieser Bildschirmlesegeräte ist meist einfach und kommt den Bedürfnissen von Senioren entgegen.
Geräte mit PC-Anschluss: Besonders im Arbeitsbereich werden Kamerasysteme eingesetzt, die an einen PC angeschlossen werden können. Das aufgenommene Bild wird dann auf den Computermonitor übertragen. Die meisten Geräte ermöglichen eine Bildschirmteilung, d. h. die Monitordarstellung wird in ein PC- und ein oder mehrere Kamerabilder unterteilt.
Einige Geräte mit PC-Anschluss verfügen über eine Scan-Funktion, mit der die eingelesenen Vorlagen gespeichert und weiterverarbeitet werden können. Dies bietet auch die Möglichkeit, längeren Text per Sprachausgabe vorlesen zu lassen.
Geräte mit Fernkamera: Die sogenannten Tafellesegeräte vergrößern entfernte Objekte im Raum, z. B. die Tafel in der Schule. Hierzu wird entweder eine schwenkbare Kamera oder eine zusätzliche Fernkamera eingesetzt.

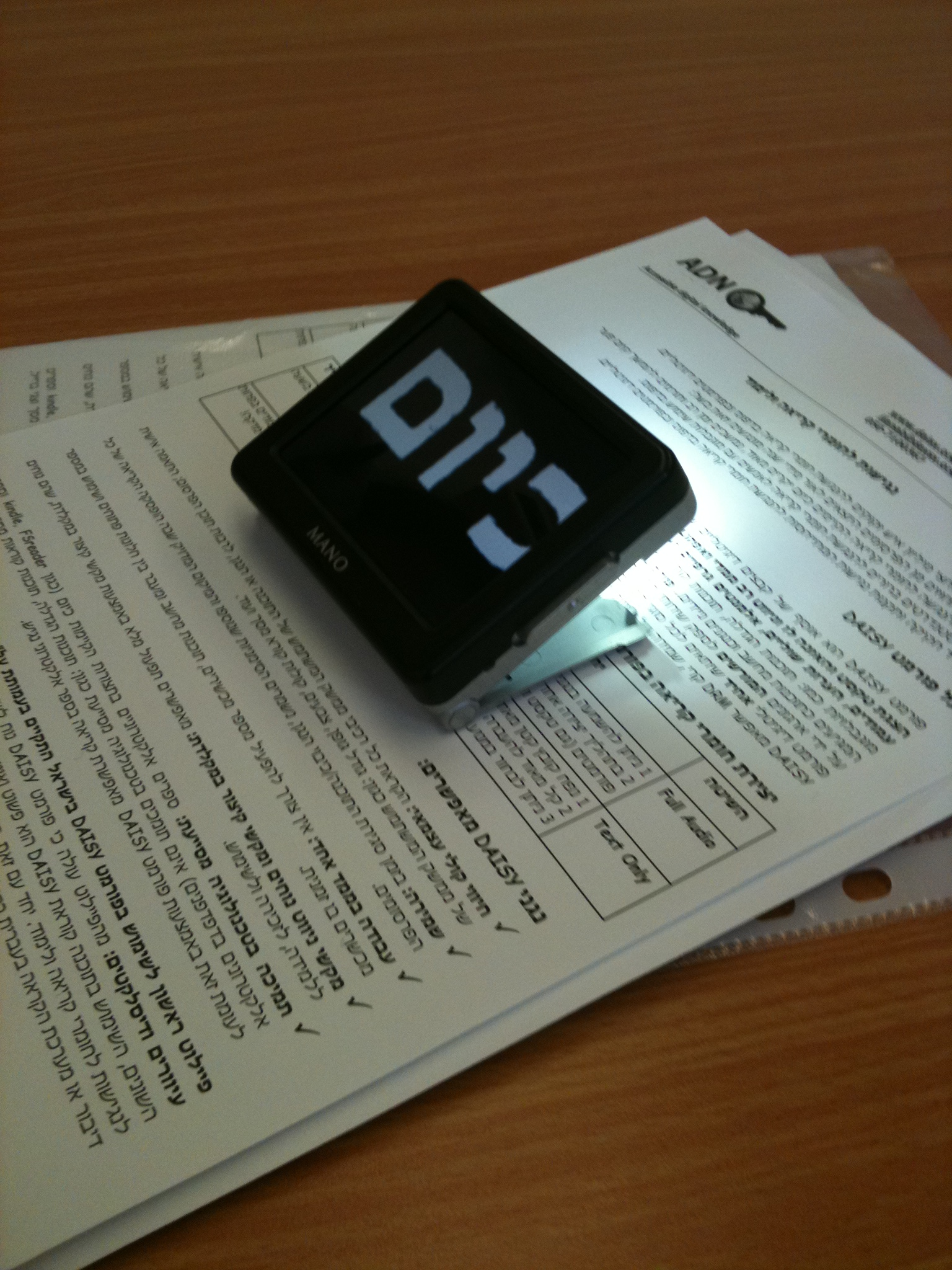
Elektronische Lupe

Portable Geräte für den Einsatz unterwegs: Tragbare Bildschirmlesegeräte, werden netzunabhängig mit Akkus betrieben. Portable Geräte sind üblicherweise mit Flachbildschirm und Handkamera ausgestattet oder werden an einen Laptop angeschlossen und über die Tastatur gesteuert.
Derzeit (Stand 2012) steht am Ende der Miniaturisierung die sogenannte elektronische- oder digitale Lupe. Hier wird Bildschirm und Kamera (nebst Beleuchtung, Abstandshalter etc.) in einem Gerät vereint, dass in etwa die Ausmaße eines Handys hat. Dabei ist die elektronische Lupe keinesfalls ein Ersatz für ein Bildschirmlesegerät. Beide Gerätetypen haben ihre Vor- und Nachteile.